# Феофілакт Далассен
Феофілакт Далассен (970-ті роки — після 1042) — державний та військовий діяч Візантійської імперії.

## Життєпис
Походив з провінційного знатного роду Далассенів. Син Даміана Далассена, дуки Антіохії. Народився наприкінці 970-х років у містечку Даласси. Розпочав службу під орудою батька. Вперше письмово згадується у 998 році, коли брав участь у поході батька проти загонів Фатимідського халіфату. Брав участь у битві при Апамеї того ж року, де візантійці зазнали нищівної поразки: Даміан Далассен загинув, а Феофілакт разом з братом Костянтином потрапив у полон. Їх було продано за 6 тис. золотих динарів фатимідському військовому очільнику Джайшу ал-Самсаму. Зумів звільнити лише у 1008 році.
Після повернення витратив час на відновлення здоров'я. У 1010-х роках звитяжив у битвах проти Болгарської держави. У 1021 році призначено друнгарієм вігли (імператорської гвардії) та надано титул протоспафарія. У 1022 році призначено стратегом феми Анатолік. Того ж року очолив війська задля придушення заколоту Никифора Ксіфія та Никифора Фоки. Ще до підходу військ Далассена за намовою Ксіфія було вбито Фоку, а вже Феофілакт Далассен швидко переміг решту заколотників, полонивши Никифора Ксіфія, якого було відправлено у заслання. З 1023 до 1025 року керував фемою Іберія, змінивши на цій посаді брата Романа.
У 1027 році брав участь у придушенні заколоту Никифора Комніна, катепана Васпуракану, проти імператора Костянтина VIII. Того ж року призначається катепаном Васпуракану. На цій посаді зумів забезпечити мир на кордоні з Раваддідами. У 1032 році імператор Роман III Аргир призначив Феофілакта Далассена дукою Антіохії. Водночас надано титул антипата-патрикія та веста, завдяки чому увійшов до вищої аристократії. Перебував на посаді до 1034 року. Успішно діяв проти арабів в Південній Сирії та Фінікії.
Новий імператор Михайло IV підозрював Феофілакта Далассена в імператорських амбіціях, тому позбавив будь-яких посад. 1039 року разом з родиною його відправлено у заслання. Зумів повернути свій вплив лише після сходження на трон Костянтина IX Мономаха, який надав Далассену титул магістра. Напевне невдовзі після цього помер.

## Родина
- донька
- Адріан Далассен, дука Антіохії